# 서뉴기니의 국가
서뉴기니의 국가 또는 하이 타나쿠 파푸아(Hai Tanahku Papua)는 네덜란드령 뉴기니와 서파푸아 공화국의 국가이다. 뉴기니 의회에서 채택한 노래다.

## 같이 보기
- 자유 파푸아 운동